# Bashar al-Ásad
Bashar Háfez al-Ásad (en árabe: بشار حافظ الأسد‎, romanizado: Baššār Ḥāfiẓ al-ʾAssad, pronunciado /baʃˈʃaːr ˈħaːfezˤ elˈʔasad/; Damasco, 11 de septiembre de 1965) es un médico, político y militar sirio que se desempeñó como presidente de la República Árabe Siria entre 2000 y 2024. Sucedió a su padre Háfez y gobernó el país hasta su derrocamiento en diciembre de 2024, después de trece años de guerra civil. Fue, durante ese tiempo, el líder de la rama siria del Partido Baaz Árabe Socialista.
Se graduó en la Escuela de Medicina de la Universidad de Damasco en 1988 y empezó a trabajar como médico militar en el Ejército sirio. Cuatro años más tarde, cursó estudios de posgrado en Londres y se especializó en oftalmología. En 1994, su hermano mayor Basel murió en un accidente de tráfico. Bashar volvió a Siria para retomar el papel de su hermano como heredero natural de su padre. Entró en la academia militar, y se encargó de la ocupación siria del Líbano en 1998. En 2000, se casó con Asma al-Ásad, licenciada en Informática y analista económica del Deutsche Bank y JP Morgan. 
Los politólogos caracterizaron el gobierno de la familia al-Ásad como una dictadura personalista. El 17 de julio de 2000, al-Ásad fue nombrado presidente, como sucesor de su padre, que murió en el cargo un mes antes. En las elecciones de 2000 y 2007, no disputadas, recibió el 97,29 % y el 97,6 % de apoyo, respectivamente. En 2014, juró su cargo para otro mandato de siete años después de que otras elecciones le dieran el 88,7 % de los votos. Los comicios se celebraron únicamente en las zonas controladas por el gobierno sirio durante la guerra civil y fueron criticados por la ONU. Fue igualmente reelegido en 2021 con más del 95 % de los votos en otras elecciones nacionales. Estas elecciones han sido criticadas por los observadores internacionales, así como por la oposición siria, por ser fraudulentas y no democráticas. Su gobierno se describía a sí mismo como secular, mientras que algunos expertos afirmaban que su régimen explotaba las tensiones sectarias en el país y se apoyaba en la minoría alauita para mantenerse en el poder.
Aunque muchos Estados lo consideraban un reformista en potencia en su momento, Estados Unidos, la Unión Europea y la mayoría de la Liga Árabe pidieron la dimisión de al-Ásad de la presidencia en 2011, después de que ordenara una violenta represión de los manifestantes de la Primavera Árabe, que desembocó en la guerra civil siria. En diciembre de 2013, la Alta Comisionada de la ONU para los Derechos Humanos, Navi Pillay, declaró que las conclusiones de una investigación de las Naciones Unidas implicaban a al-Ásad en crímenes de guerra. El Mecanismo Conjunto de Investigación de la OPAQ y la ONU concluyó en octubre de 2017 que el gobierno de al-Ásad era responsable del ataque químico de Jan Sheijun. En junio de 2014, la organización estadounidense Syrian Accountability Project incluyó a al-Ásad en una lista de acusaciones de crímenes de guerra contra funcionarios del gobierno y rebeldes que envió a la Corte Penal Internacional. al-Ásad rechazó las acusaciones de crímenes de guerra y criticó la intervención dirigida por Estados Unidos en Siria por intentar un cambio de régimen.
En diciembre de 2024, una ofensiva militar opositora liderada por el yihadista suní Al-Joulani, miembro de Hayat Tahrir al Sham (HTS) y anteriormente de Al Qaeda y el Estado Islámico, tomó el control de Homs, la tercera ciudad más grande del país. Ese mismo día, anunciaron el avance hasta territorio de la campiña de Damasco. Finalmente, el 8 de diciembre, Bashar al-Ásad abandonó la ciudad en un avión privado rumbo al exilio en Moscú.

## Biografía

### Infancia

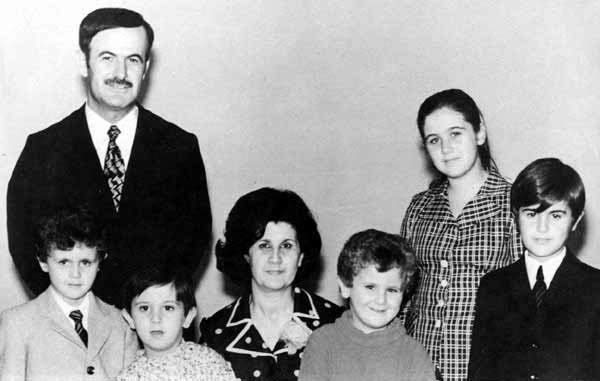
La Familia al-Ásad a principios de la década de 1970. Bashar se encuentra en el extremo izquierdo.

Bashar al-Ásad nació en Damasco el 11 de septiembre de 1965, hijo de Aniseh y Háfez al-Ásad. Su padre, nacido en una familia pobre de origen alauita, ascendió en los rangos del Partido Baaz para tomar el control de la rama siria en el Movimiento Correctivo de 1970, culminando en su presidencia. Hafez al-Ásad ascendió a sus partidarios dentro del Partido Baaz, muchos de origen alauita también. Su apellido en árabe significa «el león».
Al contrario que sus hermanos, Basel y Shabbih Maher, y su hermana Bushra, Bashar era callado y reservado y dice que no tenía interés en la política o el Ejército. Más tarde dijo que solo llegó a entrar en la oficina de su padre una vez mientras estaba en la presidencia, y nunca hablaba de política con él. Tomó su educación primaria y secundaria en la Escuela Franco-Árabe de al-Hurriya, en Damasco. En 1982, se graduó del instituto y se fue para estudiar medicina en la Universidad de Damasco.

### Carrera médica
En 1988 Bashar al-Ásad se graduó de la escuela médica y empezó a trabajar como doctor en el Ejército en el hospital militar más grande, «Tishrin», en las afueras de Damasco. Cuatro años más tarde se fue al Reino unido para empezar sus estudios de posgrado en oftalmología en el Hospital Western Eye, parte del grupo de hospitales de aprendizaje de St. Mary en Londres. En esa época Bashar tenía pocas aspiraciones políticas. Su padre había estado preparando a su hermano mayor Basel como futuro presidente, aunque él nunca declaró sus intenciones. Bashar, sin embargo, fue llamado en 1994 al Ejército Árabe Sirio tras la muerte de Basel en un accidente de tráfico.

### Ascenso al poder

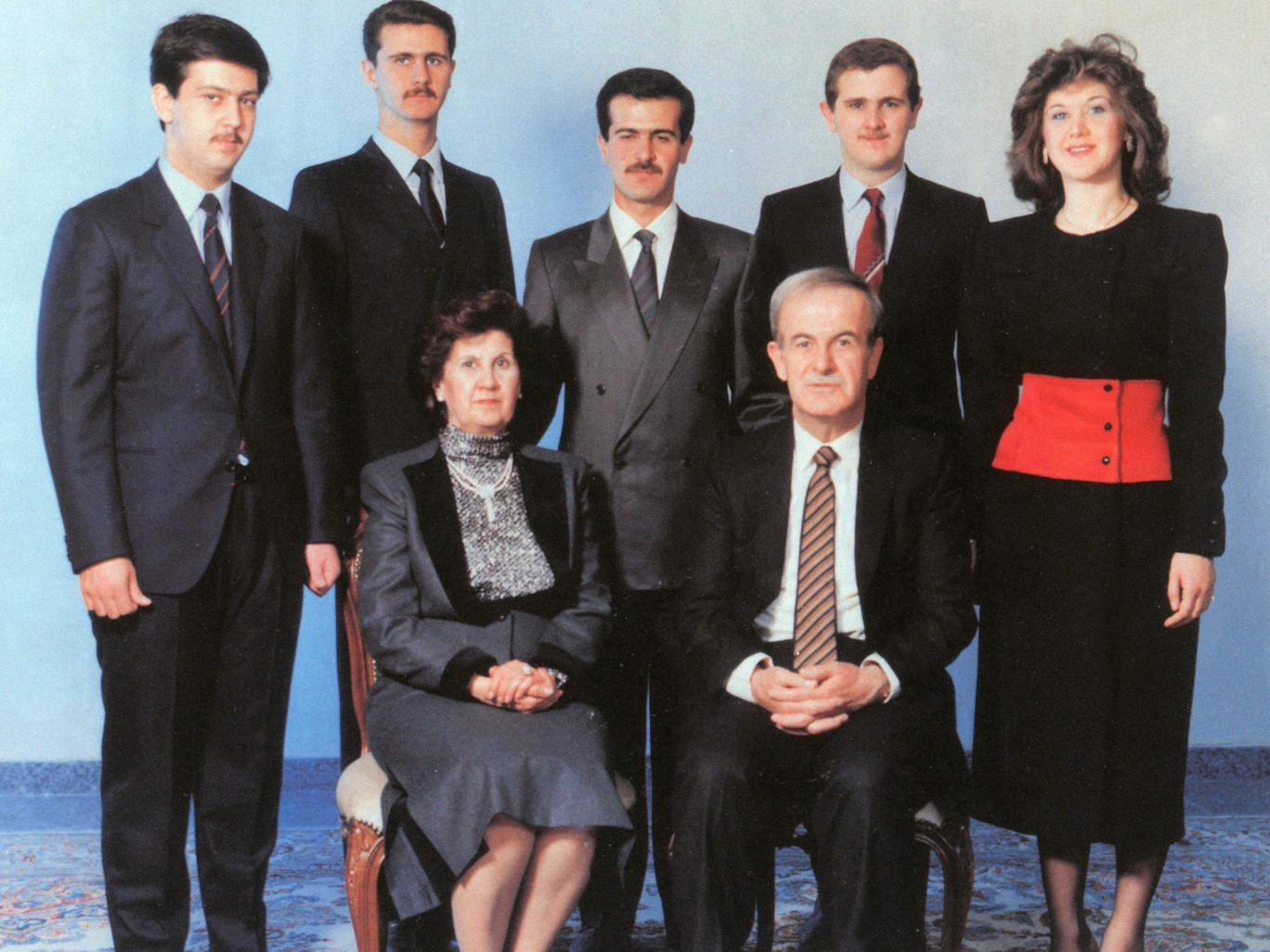
La familia al-Ásad en 1994. En el frente se encuentran Hafez al-Ásad y su esposa, Anisa Makhlouf. Atrás se encuentran de izquierda a derecha: Maher (comandante de la Guardia Republicana), Bashar al-Ásad, Basel al-Ásad, Majid y Bushra al-Ásad.

Poco después de la muerte de Basel, Hafez al-Ásad tomó la decisión de hacer de Bashar el nuevo heredero. Durante los siguientes seis años y medio, hasta su muerte en el año 2000, Hafez se encargó de preparar sistemáticamente a Bashar para su toma de poder. La preparación para una transición sin contratiempos se hizo en tres niveles. En primer lugar, se generó apoyo para Bashar en el Ejército y el aparato de seguridad. En segundo lugar, la imagen de Bashar se estableció con el público. Y por último, Bashar se familiarizó con los mecanismos para gobernar un país.
Para establecer sus credenciales en el Ejército, Bashar entró en 1994 en la Academia Militar de Homs, al norte de Damasco. En 1997 ascendió en el ejército sirio a teniente coronel, y en enero de 1999 llegó al rango de coronel. Para obtener apoyo en el Ejército, los comandantes de división mayores fueron obligados a jubilarse, y ocuparon sus lugares comandantes nuevos, jóvenes y alauitas con lealtad hacia Bashar.
Paralelamente a su carrera militar, Bashar se encargó de los asuntos públicos. Se le concedió poder y se convirtió en asesor político del presidente Hafez al-Ásad y jefe de la oficina de quejas del ciudadano. Llevó a cabo una campaña en contra de la corrupción, lo que le permitió eliminar a rivales potenciales para la presidencia.
En 1998 Bashar se encargó de la ocupación siria del Líbano. Desde los años 1970 se había encargado el vicepresidente Abdul Khaddam, uno de los pocos oficiales sunníes en el gobierno de al-Ásad y posible candidato hasta entonces para el cargo de presidente. Al ocuparse de los asuntos sirios en el Líbano, Bashar fue capaz de apartar a Khaddam y establecer su propia base de poder en el país. Ese mismo año, tras consultarlo con políticos libaneses, Bashar puso a Emile Lahoud, un aliado leal, como Presidente del Líbano y apartó al ex primer ministro Rafik Hariri.
Para debilitar aún más el antiguo orden sirio en el Líbano, Bashar reemplazó al longevo Alto comisario de facto del Líbano Ghazi Kanaan, con Rustum Ghazali.

## Presidencia (2000-2024)

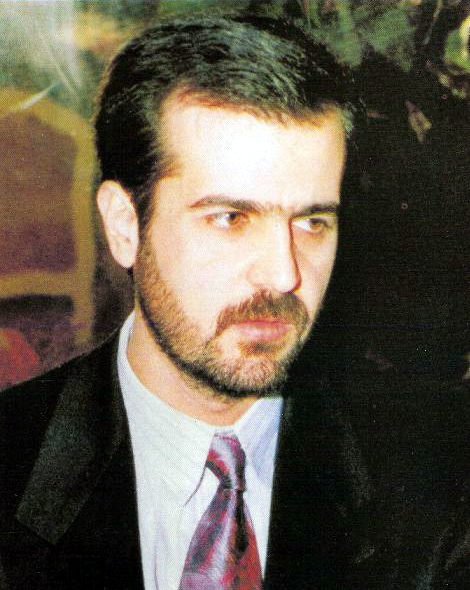
Fotografía de Basel al-Ásad (1962-1994), hermano mayor de Bashar, el cual estaba inicialmente destinado a suceder a su padre en la Presidencia de Siria, pero falleció en un terrible accidente automovilístico en 1994.

Al morir su padre en el año 2000, Bashar fue ascendido a General del Estado Mayor y Jefe Supremo de las Fuerzas Armadas sirias. Nombrado candidato único por el Partido Baaz Árabe Socialista para la presidencia de la República, fue elegido mediante referéndum el 10 de julio de 2000, tomando posesión el 17 de julio. El comienzo de su mandato planteó una esperanza de cambio democrático y una apertura económica liberal que fue bien recibida por Occidente (Francia le concedió su Legión de Honor, que le fue retirada en 2018).

### Primavera de Damasco
Inmediatamente después de asumir el cargo, un movimiento reformista conocido como Primavera de Damasco, liderado por escritores, intelectuales, disidentes, activistas culturales, etc., hizo avances cautelosos que llevaron al cierre de la prisión de Mezzeh y a la declaración de una amnistía de amplio alcance que liberó a cientos de presos políticos afiliados a los Hermanos Musulmanes. Sin embargo, las medidas de seguridad comenzaron nuevamente ese mismo año, convirtiéndolo en el Invierno de Damasco. Cientos de intelectuales fueron arrestados, perseguidos, exiliados o enviados a prisión y el estado de emergencia continuó. Las concesiones iniciales fueron revocadas para reforzar el control autoritario, se incrementó la censura y se prohibió el movimiento Primavera de Damasco bajo el pretexto de la «unidad y estabilidad nacional». La política del régimen de una «economía social de mercado» se convirtió en un símbolo de corrupción, ya que los leales a al-Ásad se convirtieron en sus únicos beneficiarios. Varios foros de discusión fueron cerrados y muchos intelectuales fueron secuestrados por el Mujabarat, torturados y asesinados. Muchos analistas creen que las promesas iniciales de apertura eran parte de una estrategia del gobierno para encontrar a los sirios que no apoyaban al nuevo liderazgo.

### Compromiso con la guerra contra el terrorismo
Durante una visita de Estado del primer ministro británico Tony Blair a Siria en octubre de 2001, Bashar condenó públicamente la invasión estadounidense de Afganistán en una conferencia de prensa conjunta, afirmando que «no podemos aceptar lo que vemos todos los días en nuestras pantallas de televisión: la matanza de civiles inocentes. Hay cientos de personas muriendo cada día». al-Ásad también elogió a los grupos militantes palestinos como «luchadores por la libertad» y criticó a Israel y al mundo occidental durante la conferencia. Los funcionarios británicos describieron posteriormente las opiniones políticas de al-Ásad como más conciliadoras en privado, afirmando que criticaba los ataques del 11 de septiembre y aceptaba la legitimidad del Estado de Israel.
Tras los ataques del 11 de septiembre en 2001 y durante las primeras etapas de la guerra contra el terrorismo liderada por Estados Unidos, «Siria había surgido como uno de los aliados de inteligencia más eficaces de la CIA en la lucha contra Al Qaeda», con «la calidad y cantidad de información procedente de Siria [habiendo] superado las expectativas de la Agencia». Siria cooperó estrechamente con el programa de detención e interrogatorio de la CIA de personas consideradas «combatientes enemigos ilegales»; las prisiones sirias fueron un importante sitio de entregas extraordinarias por parte de la CIA de supuestos miembros de Al Qaeda, donde fueron torturados por interrogadores sirios en nombre de la CIA. Según un informe de 2013 de la Open Society Foundations, Siria era uno de los «destinos más comunes para los sospechosos entregados» en el marco del programa de la CIA.

### Revolución del cedro

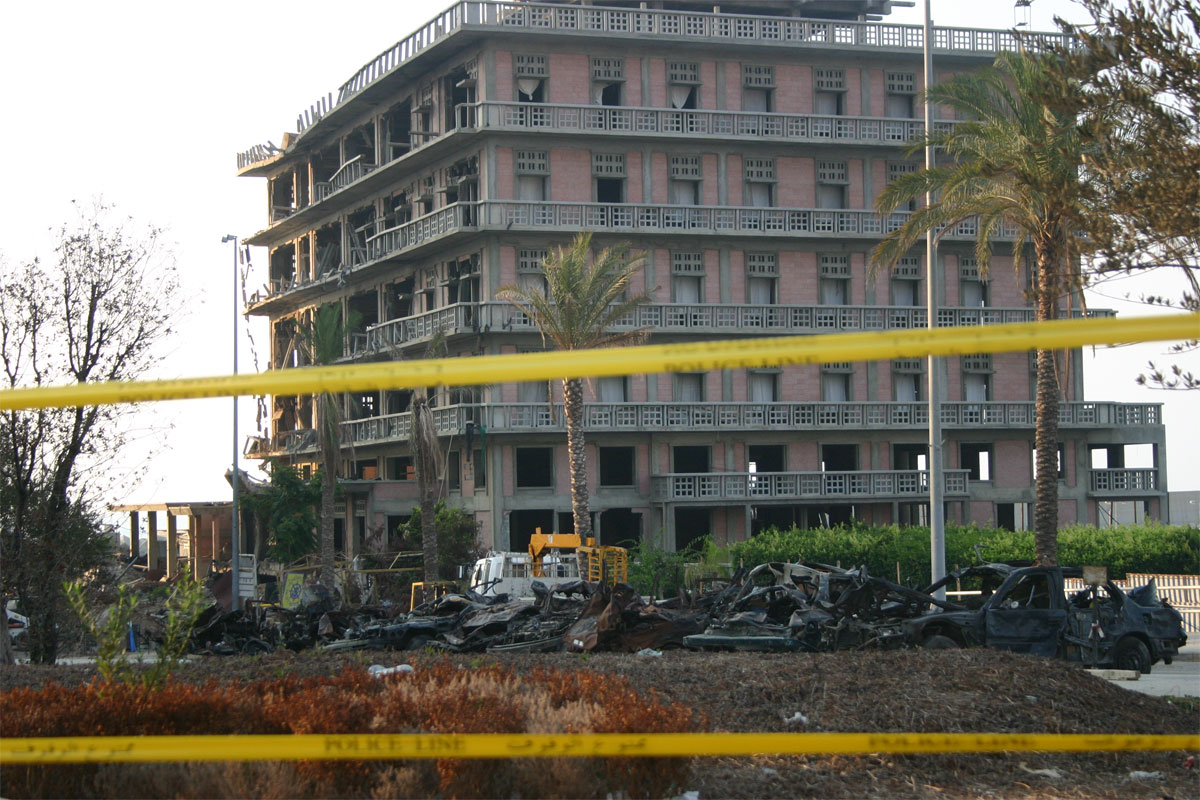
La escena del crimen en Beirut donde Hariri y otras 21 personas murieron en un ataque terrorista en febrero de 2005. La zona fue acordonada para llevar a cabo una investigación internacional.

El 14 de febrero de 2005, Rafiq Hariri, ex primer ministro del Líbano, fue asesinado en una enorme explosión de un camión bomba en Beirut, matando a 22 personas. The Christian Science Monitor informó que «Siria fue ampliamente culpada por el asesinato de Hariri. En los meses previos al asesinato, las relaciones entre Hariri y el presidente sirio Bashar al-Ásad se desplomaron en medio de una atmósfera de amenazas e intimidación». Bashar promovió a su cuñado Assef Shawkat, una figura clave sospechosa de orquestar el ataque terrorista, como jefe de la Dirección de Inteligencia Militar Siria inmediatamente después de la muerte de Hariri.
Los asesinatos provocaron un gran revuelo, desencadenando una intifada en el Líbano y cientos de miles de manifestantes salieron a las calles para exigir la retirada total de las fuerzas militares sirias. Tras la creciente presión internacional que instaba a Siria a aplicar la Resolución 1559 del Consejo de Seguridad de la ONU, Bashar al-Ásad declaró el 5 de marzo que ordenaría la salida de los soldados sirios. El 14 de marzo de 2005, más de un millón de manifestantes libaneses (musulmanes, cristianos y drusos) se manifestaron en Beirut para conmemorar el primer mes del asesinato de Hariri. La Resolución 1595 de la ONU, adoptada el 7 de abril, envió una comisión internacional para investigar el asesinato de Hariri. El 5 de mayo de 2005, las Naciones Unidas confirmaron oficialmente la salida total de todos los soldados sirios, poniendo fin a una ocupación militar que duraba 29 años. Los levantamientos que ocurrieron en esos meses llegaron a conocerse como la «intifada de la independencia» del Líbano o la «Revolución de los Cedros».
Ante la amenaza de la idea de guerra preventiva llevada a cabo por la administración estadounidense, la inestabilidad en el Líbano (donde Siria mantenía una fuerte presencia militar) y las constantes tensiones con su vecino Israel, Bashar al-Ásad intentó tener un discurso reformista que pudiera satisfacer los deseos de la Unión Europea y Estados Unidos, pero que en la práctica supuso ninguna concesión al movimiento opositor sirio.
La fuerte presión internacional sobre Bashar al-Ásad tras la muerte del ex primer ministro libanés Rafik Hariri, cuya autoría fue atribuida a los servicios secretos sirios, hizo que al-Ásad mandara retirar las tropas sirias estacionadas en el Líbano.
El informe de la comisión de investigación de la ONU publicado el 20 de octubre de 2005 reveló que miembros de alto rango de la inteligencia siria y de la familia Assad habían supervisado directamente el asesinato. La BBC informó en diciembre de 2005 que «Damasco ha negado rotundamente su implicación en el coche bomba que mató a Hariri en febrero».
Bashar al-Ásad fue reelegido en un referéndum convocado al efecto el 27 de mayo de 2007, boicoteado por la oposición en el exilio y en el que obtuvo un 97,62% de sufragios favorables. Fue reelegido nuevamente en la elección presidencial del 3 de junio de 2014.

### Guerra civil

#### 2011-2015

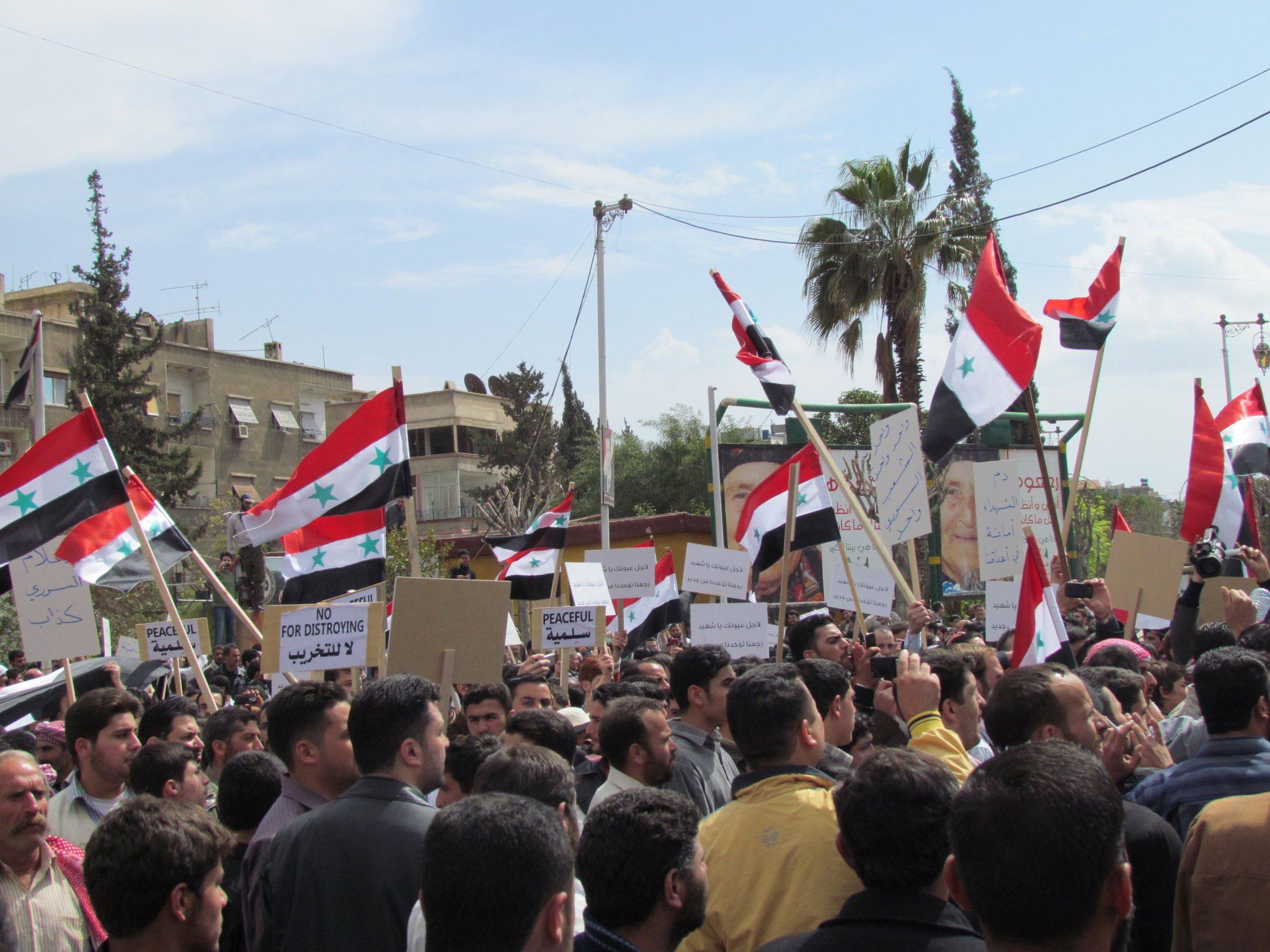
Protestas en contra de al-Ásad en Duma, abril de 2011.

Las protestas en Siria comenzaron el 26 de enero de 2011 tras las protestas de la Primavera Árabe que exigían reformas políticas y el restablecimiento de los derechos civiles, así como el fin del estado de excepción vigente desde 1963. Se intentó celebrar un «día de furia» el 4 y 5 de febrero, pero terminó sin incidentes. Las protestas del 18 y 19 de marzo fueron las más grandes que tuvieron lugar en Siria en décadas, y las autoridades sirias respondieron con violencia contra los ciudadanos que protestaban. En su primera respuesta pública a las protestas, emitida el 30 de marzo de 2011, al-Ásad atribuyó los disturbios a «conspiraciones» y acusó a la oposición siria y a los manifestantes de «fitna» sediciosa, siguiendo la línea del partido de presentar al estado baazista como víctima de un complot internacional. También ridiculizó el movimiento de la Primavera Árabe y calificó a quienes participaron en las protestas de «gérmenes» y quintacolumnistas.
Distintos países árabes, la Unión Europea, Estados Unidos, Turquía y otros gobiernos han exigido la renuncia de Bashar al-Ásad, mientras que gobiernos de otros países como Irán (principal aliado en la región), Rusia, China, Corea del Norte, Venezuela, Bolivia, Ecuador y Cuba condenan o no apoyan la intervención extranjera ni el cambio de gobierno en Siria.
En abril de 2011, Estados Unidos impuso sanciones limitadas contra el gobierno de al-Ásad, a las que siguió una orden ejecutiva de Barack Obama, el 18 de mayo de 2011, dirigida específicamente contra Bashar al-Ásad y otros seis altos funcionarios. El 23 de mayo de 2011, los ministros de Asuntos Exteriores de la UE acordaron en una reunión en Bruselas añadir a al-Ásad y a otros nueve funcionarios a una lista de personas afectadas por prohibiciones de viajes y congelaciones de activos.
El 20 de junio, en respuesta a las demandas de los manifestantes y a la presión internacional, al-Ásad prometió un diálogo nacional que implicaría movimientos hacia reformas, nuevas elecciones parlamentarias y mayores libertades. También instó a los refugiados a regresar a sus hogares desde Turquía, al tiempo que les aseguró amnistía y culpó de todos los disturbios a un pequeño número de saboteadores.
En julio de 2011, la secretaria de Estado estadounidense, Hillary Clinton, dijo que al-Ásad había «perdido legitimidad» como presidente. El 18 de agosto de 2011, Barack Obama emitió una declaración escrita en la que instaba a al-Ásad a «hacerse a un lado». En agosto, el caricaturista Ali Farzat, crítico del gobierno de al-Ásad, fue atacado. Los familiares del humorista dijeron a los medios de comunicación que los atacantes amenazaron con romperle los huesos a Farzat como advertencia para que dejara de dibujar caricaturas de funcionarios del gobierno, particularmente de al-Ásad. Farzat fue hospitalizado con fracturas en ambas manos y un traumatismo contundente en la cabeza.
A finales de enero de 2012, Reuters informó que más de 5 000 civiles y manifestantes (incluidos militantes armados) habían sido asesinados por el ejército sirio, agentes de seguridad y la milicia (Shabiha), mientras que 1100 personas habían sido asesinadas por «fuerzas armadas terroristas».
El 10 de enero de 2012, al-Ásad pronunció un discurso en el que sostuvo que el levantamiento había sido organizado por países extranjeros y proclamó que «la victoria estaba cerca». También dijo que la Liga Árabe, al suspender a Siria, demostró que ya no era árabe. Sin embargo, al-Ásad también dijo que el país no «cerraría las puertas» a una solución negociada por los árabes si se respetaba la «soberanía nacional». También dijo que en marzo podría celebrarse un referéndum sobre una nueva constitución.
El 27 de febrero de 2012, Siria afirmó que una propuesta para redactar una nueva constitución recibió un apoyo del 90% durante el referéndum pertinente. El referéndum introdujo un límite acumulativo de catorce años para el mandato presidencial de Siria. El referéndum fue declarado carente de sentido por países extranjeros, incluidos Estados Unidos y Turquía, y la UE anunció nuevas sanciones contra figuras clave del régimen. En julio de 2012, el ministro de Asuntos Exteriores ruso, Serguéi Lavrov, denunció a las potencias occidentales por lo que dijo equivalía a un chantaje, provocando así una guerra civil en Siria. El 15 de julio de 2012, el Comité Internacional de la Cruz Roja declaró que Siria se encontraba en estado de guerra civil, mientras que se informó que el número de muertos en todo el país, en todos los bandos, se acercaba a los 20.000.
En enero de 2013, después de que el enviado por las Naciones Unidas y la Liga Árabe, Lakhdar Brahimi, dijo que al-Ásad no debe participar en un gobierno de transición, Walid Mualem, Ministro de Exteriores sirio, llamó a los grupos de la oposición a juntarse con un nuevo gabinete bajo al-Ásad, pero solo si «rechazan la intervención extranjera» en Siria.
Tras la caída de cuatro bases militares en septiembre de 2014 que eran los últimos bastiones del gobierno en la Gobernación de Al-Raqa, al-Ásad recibió importantes críticas de su base de apoyo alauita. Esto incluyó comentarios hechos por Douraid al-Ásad, primo de Bashar al-Ásad, exigiendo la renuncia del Ministro de Defensa sirio, Fahd Jassem al-Freij, luego de la masacre por parte del Estado Islámico de cientos de tropas gubernamentales capturadas después de la victoria del EI en la base aérea de Tabqa. Poco después se produjeron protestas alauitas en Homs exigiendo la dimisión del gobernador y la destitución del primo de al-Ásad, Hafez Makhlouf, de su puesto de seguridad, lo que condujo a su posterior exilio a Bielorrusia. El creciente resentimiento hacia al-Ásad entre los alauitas fue alimentado por el número desproporcionado de soldados muertos en combates provenientes de áreas alauitas, la sensación de que el régimen de al-Ásad los ha abandonado, así como por la precaria situación económica. Algunas personalidades cercanas a al-Ásad comenzaron a expresar su preocupación por la probabilidad de su supervivencia, y una de ellas dijo a finales de 2014: «No veo que la situación actual sea sostenible... creo que Damasco colapsará en algún momento».
Después de una serie de derrotas gubernamentales en el norte y el sur de Siria, los analistas notaron una creciente inestabilidad gubernamental junto con un continuo declive del apoyo al gobierno de al-Ásad entre su base de apoyo alauita central, y que había cada vez más informes de familiares de al-Ásad, alauitas y hombres de negocios que huían de Damasco hacia Latakia y países extranjeros. El jefe de inteligencia Ali Mamlouk fue puesto bajo arresto domiciliario en algún momento de abril y fue acusado de conspirar con el tío exiliado de Assad, Rifaat al-Ásad, para reemplazar a Bashar como presidente. Otras muertes de alto perfil incluyeron a los comandantes de la Cuarta División Blindada, la base aérea militar de Belli, las fuerzas especiales del ejército y de la Primera División Blindada, y un ataque aéreo errante durante la ofensiva de Palmira mató a dos oficiales que, según se informa, estaban relacionados con al-Ásad.
El Secretario de Estado estadounidense, John Kerry, llegó a admitir en audios filtrados que esperaban que el crecimiento de Daesh pudiera empujar a al-Ásad a negociar, sin embargo la intervención rusa forjó un apoyo que impidió que se acercara a la mesa de negociaciones.

#### Desde la intervención rusa (2015-2024)
El 4 de septiembre de 2015, cuando las perspectivas de supervivencia de al-Ásad parecían sombrías, el presidente ruso Vladímir Putin dijo que Rusia estaba brindando al gobierno de Assad una ayuda suficientemente «seria»: apoyo logístico y militar. Poco después del inicio de la intervención militar directa de Rusia el 30 de septiembre de 2015, a petición formal del gobierno sirio, Putin declaró que la operación militar había sido preparada minuciosamente de antemano y definió el objetivo de Rusia en Siria como «estabilizar el poder legítimo en Siria y crear las condiciones para un compromiso político». La intervención de Putin salvó al régimen de al-Ásad en un momento en que estaba al borde de un colapso inminente. También permitió a Moscú alcanzar sus objetivos geoestratégicos clave, como el control total del espacio aéreo sirio, bases navales que garantizaron alcance marcial permanente en todo el Mediterráneo oriental y un acceso más fácil para intervenir en Libia.
En noviembre de 2015, al-Ásad reiteró que un proceso diplomático para poner fin a la guerra civil del país no podía comenzar mientras éste estuviera ocupado por «terroristas», aunque BBC News consideró que no estaba claro si se refería sólo al Estado Islámico o también a los rebeldes apoyados por Occidente. El 22 de noviembre, al-Ásad dijo que en dos meses de su campaña aérea Rusia había logrado más en su lucha contra el Estado Islámico que lo que la coalición liderada por Estados Unidos había logrado en un año. En una entrevista con la televisión checa el 1 de diciembre, dijo que los líderes que exigieron su renuncia no le interesaban, ya que nadie los toma en serio porque son «superficiales» y están controlados por Estados Unidos. A fines de diciembre de 2015, altos funcionarios estadounidenses admitieron en privado que Rusia había logrado su objetivo central de estabilizar Siria y que, con los gastos relativamente bajos, podría sostener la operación a este nivel durante los próximos años.
El 22 de enero de 2016, The Financial Times, citando a «altos funcionarios de inteligencia occidentales» anónimos, afirmó que el general ruso Ígor Sergún, director del GRU, la Dirección Principal de Inteligencia del Estado Mayor de las Fuerzas Armadas de la Federación Rusa, había sido enviado poco antes de su repentina muerte el 3 de enero de 2016 a Damasco con un mensaje de Vladímir Putin pidiendo que el presidente al-Ásad se hiciera a un lado.
En diciembre de 2016 se informó que las fuerzas de al-Ásad habían recuperado la mitad de Alepo en manos de los rebeldes, poniendo fin a un estancamiento de seis años en la ciudad. El 15 de diciembre, cuando se informó que las fuerzas gubernamentales estaban a punto de retomar todo Alepo –un «punto de inflexión» en la guerra civil–, al-Ásad celebró la «liberación» de la ciudad y declaró: «La historia la están escribiendo todos los ciudadanos sirios».
Después de la elección de Donald Trump en 2016, la prioridad de Estados Unidos con respecto a al-Ásad fue diferente a la prioridad de la administración Obama, y en marzo de 2017, la embajadora de Estados Unidos ante la ONU, Nikki Haley, declaró que Estados Unidos ya no estaba centrado en «sacar a al-Ásad», pero esta posición cambió a raíz del ataque químico de Jan Sheijun en 2017. Tras los ataques con misiles a una base aérea siria por orden del presidente Trump, el portavoz de al-Ásad calificó el comportamiento de Estados Unidos como una «agresión injusta y arrogante» y afirmó que los ataques con misiles «no cambian las políticas profundas» del gobierno sirio. El Presidente al-Ásad también dijo a la Agence France-Presse que el ejército sirio había renunciado a todas sus armas químicas en 2013 y que no las habría utilizado si todavía tuviera alguna, y declaró que el ataque químico fue una «invención al 100 por ciento» utilizada para justificar un ataque aéreo estadounidense. En junio de 2017, el presidente ruso Putin dijo que «al-Ásad no usó [armas químicas]» y que el ataque químico fue «realizado por personas que querían culparlo por eso». Los inspectores de armas químicas de la ONU y de la Organización para la Prohibición de las Armas Químicas (OPAQ) determinaron que el ataque fue obra del régimen de al-Ásad.
En las elecciones presidenciales de 2021 celebradas el 26 de mayo, al-Ásad consiguió su cuarto mandato de siete años al obtener el 95,2% de los votos elegibles. Las elecciones fueron boicoteadas por la oposición y las Fuerzas Democráticas Sirias, mientras que los refugiados y los ciudadanos desplazados internos fueron descalificados para votar, lo que permitió que sólo el 38% de los sirios participaron en el proceso. Los observadores internacionales independientes y representantes de países occidentales calificaron las elecciones de farsa. Naciones Unidas condenó las elecciones por violar directamente la Resolución 2254 y anunció que no tienen «mandato».

### Relaciones estrechas con Rusia
El 7 de noviembre de 2017, el gobierno sirio anunció que había firmado el Acuerdo climático de París. En mayo de 2018, reconoció la independencia de las repúblicas separatistas de Abjasia y Osetia del Sur, ocupadas por Rusia, en Georgia, lo que provocó una reacción violenta de la Unión Europea, Estados Unidos, Canadá y otros países.
Bajo el gobierno de al-Ásad, Siria se convirtió en un firme partidario de la invasión rusa de Ucrania en 2022 y fue uno de los cinco países que se opusieron a la resolución de la Asamblea General de la ONU que denunciaba la invasión y pedía a Rusia que retirara sus tropas. Tres días antes de la invasión, el ministro de Asuntos Exteriores Faisal Mekdad, fue enviado a Moscú para afirmar el reconocimiento de Siria a las repúblicas separatistas de Donetsk y Lugansk. Un día después de la invasión, Bashar al-Ásad elogió la invasión como «una corrección de la historia y una restauración del equilibrio en el orden global después de la caída de la Unión Soviética» en una llamada telefónica con Vladímir Putin. Siria se convirtió en el primer país después de Rusia en reconocer oficialmente la «independencia y soberanía» de las dos regiones separatistas en junio de 2022.
En el 12.º aniversario del inicio de las protestas de la Revolución Siria, Bashar al-Ásad se reunió con Vladímir Putin durante una visita oficial a Rusia. En una transmisión televisada con Putin, al-Ásad defendió la «operación militar especial» de Rusia como una guerra contra los «neonazis y viejos nazis» de Ucrania. Reconoció la anexión rusa de cuatro óblasts de Ucrania y ratificó las nuevas fronteras rusas, afirmando que esos territorios eran «históricamente rusos». al-Ásad también instó a Rusia a ampliar su presencia militar en Siria estableciendo nuevas bases y desplegando más tropas sobre el terreno, haciendo permanente su papel militar.

## Derrocamiento y exilio

Situación militar en Siria tras las ofensivas rebeldes.

En el contexto de la operación militar en Alepo, ligada a la ofensiva en el noroeste de Siria en 2024, el 30 de noviembre, un conjunto de insurgentes logró derribar una estatua ecuestre de Basel al-Ásad, hermano del actual presidente, así como un busto de su progenitor. Luego, durante el 7 de diciembre, una ofensiva militar opositora al régimen de al-Ásad, tomó el control de Homs, la tercera ciudad más grande del país de Medio Oriente. Ese mismo día, anunciaron el avance hasta ingresar a territorio de la Gobernación Rural de Damasco, dando inicio a la batalla por la capital. 
Durante la madrugada del día siguiente, oficiales militares opositores anunciaron que al-Ásad abandonó la ciudad en un avión privado. Esta información fue confirmada en primera instancia, por el Ministro de Asuntos Exteriores de Rusia, Serguéi Lavrov. Por su parte, el Observatorio Sirio para los Derechos Humanos informó a primera hora que las fuerzas opositoras sirias habían tomado el control de varios edificios gubernamentales, las cárceles de la ciudad, algunos medios de comunicación y el Aeropuerto Internacional de Damasco. La agencia de noticias Interfax, citando a una fuente anónima del Kremlin, dijo que Assad y su familia habían llegado a Moscú y que el gobierno ruso les había concedido asilo "por razones humanitarias".
El 16 de diciembre, la cuenta de Telegram de la presidencia siria publicó una declaración atribuida a Assad en la que decía que había ido a una base militar rusa en la gobernación de Latakia "para supervisar las operaciones de combate" tras la caída de Damasco, pero que fue evacuado del país por Rusia tras ser asediado por las fuerzas rebeldes, añadiendo que no tenía intención de dimitir ni de exiliarse.

## Controversias

### Corrupción
Al comienzo de la revolución siria, la corrupción en Siria era endémica y el país ocupaba el puesto 129 en el Índice de Percepción de la Corrupción de 2011. Desde la década de 1970, la economía de Siria ha estado dominada por las redes clientelares de las élites del partido Baaz y los leales alauitas de la familia Ásad, que establecieron el control sobre los sectores públicos de Siria basándose en el parentesco y el nepotismo. La naturaleza generalizada de la corrupción había sido una fuente de controversia dentro de los círculos del partido Baaz y el público en general, ya en la década de 1980.
El programa de liberalización económica de Bashar al-Ásad durante la década del 2000 se convirtió en un símbolo de corrupción y nepotismo, ya que los beneficiarios del plan eran leales alauitas que se apoderaron de una porción significativa de los sectores privatizados y de los activos empresariales. Las acciones del gobierno alejaron a la gran mayoría del público sirio, en particular a las clases rurales y urbanas, a quienes les desagradaron profundamente las disparidades económicas resultantes que se hicieron abiertamente visibles. El primo de Ásad ,Rami Makhlouf fue el oligarca más favorecido del régimen durante este período, marcado por la institucionalización de la corrupción, la obstaculización de las pequeñas empresas y el derrocamiento del espíritu emprendedor privado. La persistencia de la corrupción, el sesgo sectario hacia los alauitas, el nepotismo y el soborno generalizado que existían en el partido, la burocracia y el ejército llevaron a la ira popular que resultó en el estallido de la Revolución Siria en 2011. Las protestas fueron más feroces en los barrios obreros, que durante mucho tiempo habían soportado el peso de las políticas de explotación del régimen que privilegiaban a sus propios leales.
Según ABC News, como resultado de la guerra civil siria, "Siria, controlada por el gobierno, se ha visto truncada en tamaño, maltratada y empobrecida". Las sanciones económicas (la Ley de Responsabilidad de Siria) fueron aplicadas mucho antes de la guerra civil siria por los Estados Unidos y a ellas se unió la UE al estallar la guerra civil, lo que provocó la desintegración de la economía siria. Estas sanciones fueron reforzadas en octubre de 2014 por la UE y los Estados Unidos.
Un informe encargado por las Naciones Unidas al Centro Sirio de Investigación Política afirma que dos tercios de la población siria vive actualmente en la “extrema pobreza”. En octubre de 2014 se inauguró en Tartus un centro comercial de 50 millones de dólares que provocó críticas de los partidarios del gobierno y fue visto como parte de una política del gobierno de Assad de intentar proyectar una sensación de normalidad durante la guerra civil. Una política gubernamental que daba preferencia a las familias de los soldados muertos para puestos gubernamentales fue cancelada después de causar un escándalo mientras que las crecientes acusaciones de corrupción causaron protestas. En diciembre de 2014, la UE prohibió las ventas de combustible para aviones al gobierno de Ásad, lo que obligó al gobierno a comprar en el futuro envíos de combustible para aviones más caros y sin seguro.
Aprovechando el mayor papel del Estado como resultado de la guerra civil, Bashar y su esposa Asma han comenzado a anexar los activos económicos de Siria a sus leales, buscando desplazar a las antiguas élites empresariales y monopolizar su control directo de la economía. Maher al-Assad, el hermano de Bashar, también se ha enriquecido supervisando las operaciones de la industria de drogas captagon, patrocinada por el Estado sirio, y apoderándose de gran parte del botín de guerra. La pareja gobernante posee actualmente vastas porciones de los sectores naviero, inmobiliario, de telecomunicaciones y bancario de Siria. Se han producido cambios significativos en la economía siria desde que el gobierno lanzó sus campañas de confiscación en 2019, que implicaron la transferencia de importantes activos económicos a la pareja presidencial para proyectar su poder e influencia. Una dinámica particularmente notable ha sido el ascenso de Asma al-Ásad, quien dirige el consejo económico clandestino de Siria y se cree que se ha convertido en "un embudo central del poder económico en Siria". A través de su ONG Syria Trust, columna vertebral de su red financiera, Asma supervisa la ayuda extranjera que llega a Siria, ya que el gobierno autoriza a las organizaciones de la ONU sólo si trabajan bajo agencias estatales.

### Sectarismo
El gobierno anterior de Háfez al-Ásad fue considerado ampliamente como una de las dictaduras árabes más represivas del siglo XX. Cuando Bashar heredó el cargo de su padre, buscó implementar una "actualización autoritaria" purgando la Vieja Guardia y llenando el partido y el ejército con oficiales alauitas leales, afianzando aún más el sectarismo dentro del sistema. Aunque oficialmente el gobierno baazista se adhiere a una estricta doctrina secularista, en la práctica ha implementado políticas de ingeniería sectaria en la sociedad para suprimir el disenso y monopolizar su poder absoluto.
El régimen ha intentado presentarse ante el mundo exterior como "el protector de las minorías" e infunde el temor al gobierno de la mayoría en la sociedad para movilizar a los leales de las minorías. Figuras leales a Ásad como Michel Samaha han abogado por la movilización sectaria para defender al régimen de lo que él llama el "mar de sunitas ". El régimen de Ásad ha desatado la violencia sectaria a través de milicias alauitas privadas como la Shabiha, particularmente en zonas sunitas. La iconografía religiosa alauita y los sentimientos comunitarios son temas comunes utilizados por los jeques guerreros alauitas que lideran las milicias alauitas como justificación para cometer masacres, secuestros y torturas en los bastiones de la oposición. Varias políticas de desarrollo adoptadas por el régimen siguieron un patrón sectario. Un plan de urbanización implementado por el gobierno en la ciudad de Homs condujo a la expulsión de miles de residentes sunitas durante la década del 2000, mientras que las áreas de mayoría alauita quedaron intactas.
Mientras el baazismo sirio absorbía diversas identidades comunales en el discurso unificador homogéneo del Estado, el poder sociopolítico quedó monopolizado por los leales alauitas. A pesar de adherirse oficialmente al no confesionalismo, las Fuerzas Armadas Sirias también se han sectarizado institucionalmente. Aunque los reclutas y los rangos inferiores son en su gran mayoría no alauitas, los rangos superiores están repletos de leales alauitas que controlan efectivamente la logística y la política de seguridad. Las unidades de élite del ejército sirio, como las Fuerzas Tigre, la Guardia Republicana, la 4ª División Blindada, entre otros. Son consideradas por el gobierno como cruciales para su supervivencia, están compuestas en su mayoría por alauitas. Los oficiales sunitas están bajo vigilancia constante por parte de la policía secreta, y la mayoría de ellos tienen asistentes alauitas que vigilan sus movimientos. Los grupos paramilitares pro régimen, como la Fuerza de Defensa Nacional, también están organizados en torno a la lealtad sectaria al gobierno baazista. Durante los levantamientos de la Revolución Siria, el gobierno Baazista desplegó una estrategia de securitización que dependía de la movilización sectaria, desatando violencia contra los manifestantes y amplias medidas de represión en todo el país, lo que llevó a los grupos de oposición a recurrir a la revuelta armada. La sociedad siria se sectaria aún más tras la intervención iraní en la guerra civil siria, en la que numerosos grupos militantes jomeinistas patrocinados por Irán lucharon del lado del gobierno de Ásad.

### Derechos humanos
El gobierno baazista ha gobernado Siria como un estado totalitario, vigilando cada aspecto de la sociedad siria durante varias décadas. Los comandantes de las fuerzas de seguridad del gobierno que consisten en el Ejército Árabe Sirio, la policía secreta y los paramilitares baazistas, implementan directamente las funciones ejecutivas del Estado, con escaso respeto por los procesos legales y la burocracia. El sistema de vigilancia del Mukhabarat es generalizado y se estima que el número total de agentes que trabajan en sus distintas filiales es de 1:158 en relación con la población civil. Los servicios de seguridad clausuran organizaciones de la sociedad civil, limitan la libertad de movimiento dentro del país y prohíben la literatura y los símbolos políticos no baasistas. En 2010, Human Rights Watch publicó el informe "Una década desperdiciada", que documenta la represión durante la primera década del gobierno de emergencia de Ásad, marcada por arrestos arbitrarios, censura y discriminación contra los kurdos sirios.

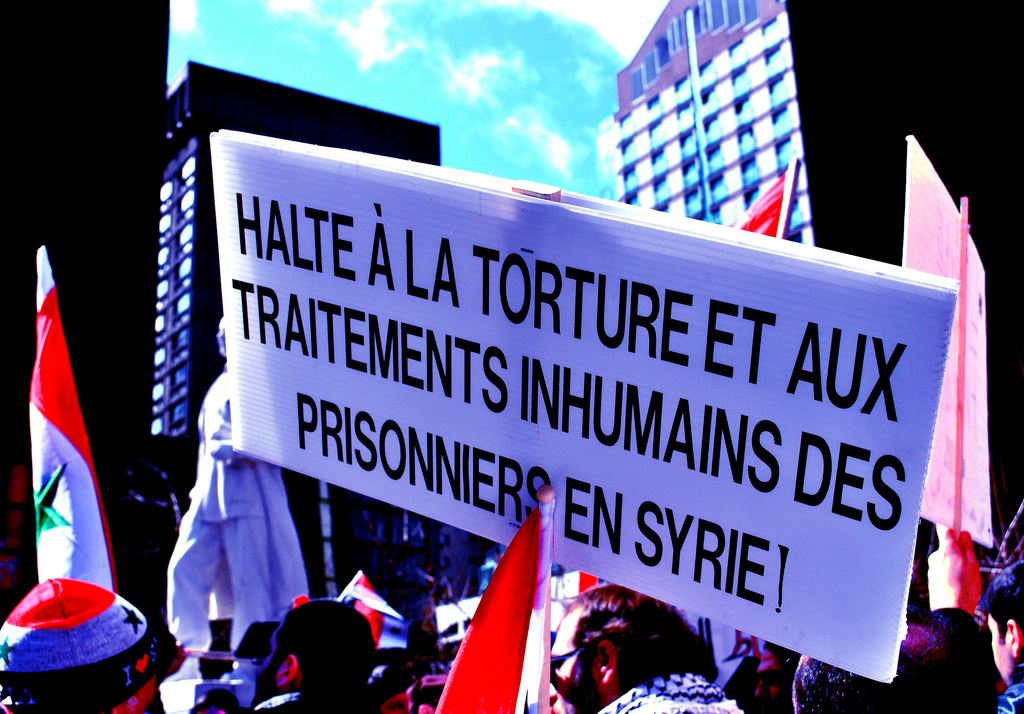
Manifestación en Montreal en solidaridad con el pueblo de Siria. El cartel dice: "¡Alto a la tortura y al trato inhumano de los prisioneros en Siria!".

A lo largo de la década de los 2000, los agentes de Mukhabarat llevaron a cabo secuestros sistemáticos, detenciones arbitrarias y torturas de civiles. Se llevaron a cabo numerosos juicios-espectáculo contra disidentes, llenando las cárceles sirias de periodistas y activistas de derechos humanos. Los miembros de la Dirección General de Inteligencia de Siria han disfrutado durante mucho tiempo de amplios privilegios para llevar a cabo acciones extrajudiciales y tienen inmunidad frente a los delitos penales. En 2008, Ásad extendió esta inmunidad a otros departamentos de las fuerzas de seguridad. Grupos de derechos humanos, como Human Rights Watch y Amnistía Internacional, han detallado cómo la policía secreta del gobierno de Ásad torturó, encarceló y mató a opositores políticos y a quienes se expresan su descontento con el gobierno. Además, se cree que unos 600 prisioneros políticos libaneses están recluidos en cárceles gubernamentales desde la ocupación siria del Líbano, algunos de ellos desde hace más de 30 años. Desde 2006, el gobierno de Ásad ha ampliado el uso de prohibiciones de viaje contra disidentes políticos.
Se cree que entre 2011 y 2013, el aparato de seguridad del Estado torturó y mató a más de 10.000 activistas civiles, disidentes políticos, periodistas, voluntarios de defensa civil y personas acusadas de traición y terrorismo, como parte de una campaña de represión mortal ordenada por Ásad. En junio de 2023, la Asamblea General de las Naciones Unidas votó a favor de establecer un organismo independiente para investigar el paradero de cientos de miles de civiles desaparecidos que han sido desaparecidos por la fuerza, asesinados o languidecen en las mazmorras y cámaras de tortura del régimen de Ásad. La votación fue condenada por Rusia, Corea del Norte e Irán.

#### Represión a los kurdos
La Siria baazista había prohibido durante mucho tiempo el idioma kurdo en las escuelas e instituciones públicas y la discriminación contra los kurdos aumentó constantemente durante el gobierno de Bashar al-Ásad. La política estatal reprimió oficialmente la cultura kurda y más de 300.000 kurdos sirios se convirtieron en apátridas. Las quejas de los kurdos contra la persecución estatal finalmente culminaron en los levantamientos de Qamishli de 2004, que fueron reprimidos violentamente después del envío de fuerzas militares sirias. La represión que siguió resultó en la muerte de más de 36 kurdos y heridas al menos a 160 manifestantes. Más de 2.000 civiles fueron arrestados y torturados en centros de detención del gobierno. Las restricciones a las actividades kurdas se han endurecido aún más tras la masacre de Qamishli, y el régimen de Ásad ha prohibido prácticamente todas las reuniones culturales y el activismo político kurdos bajo la acusación de "incitar al conflicto" o "debilitar el sentimiento nacional". Entre 2005 y 2010, Human Rights Watch verificó la represión de las fuerzas de seguridad en al menos 14 reuniones políticas y culturales kurdas.

### Censura contra los opositores
Siria fue clasificado como el tercer país más censurado en el informe de 2012 del CPJ. Aparte de las restricciones a los periodistas internacionales que prohíben su entrada, la prensa nacional está controlada por agencias estatales que promueven la ideología baazista. Desde 2011, el gobierno sirio decretó un silencio informativo total y los corresponsales extranjeros fueron rápidamente detenidos, secuestrados o torturados. Como resultado, el mundo exterior puede conocer las situaciones que ocurren dentro de Siria sólo a través de vídeos de periodistas civiles independientes. El gobierno de Assad ha cerrado la cobertura de Internet, las redes móviles y las líneas telefónicas en las zonas bajo su control para impedir cualquier noticia que tenga como objetivo monopolizar la información relacionada con Siria.

### Crímenes de guerra

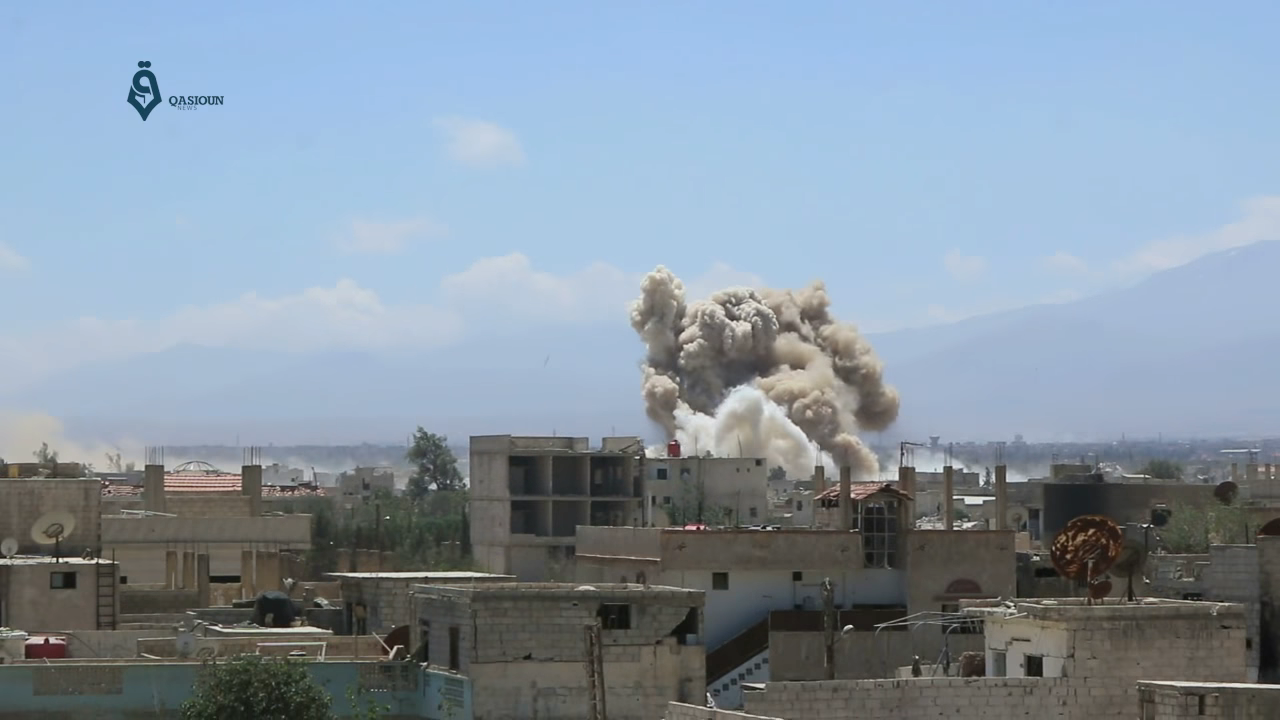
Bombardeo de un suburbio de Daraya en Damasco por parte de la Fuerza Aérea Árabe Siria, 17 de junio de 2016.

Numerosos políticos, disidentes, autores y periodistas han apodado a Ásad como el "carnicero" de Siria por sus numerosos crímenes de guerra, sus asesinatos masivos contra los sunitas, sus ataques con armas químicas y sus campañas de limpieza étnica. La Oficina Federal de Investigaciones (FBI) ha declarado que al menos 10 ciudadanos europeos fueron torturados por el gobierno de Ásad mientras estaban detenidos durante la guerra civil siria, lo que potencialmente deja a Ásad expuesto a ser procesado por países europeos individuales por crímenes de guerra. En diciembre de 2013, la Alta Comisionada de las Naciones Unidas para los Derechos Humanos, Navi Pillay, declaró que las investigaciones de la ONU implicaban directamente a Bashar al-Ásad, culpable de crímenes contra la humanidad y de seguir una estrategia de exterminio desarrollada "al más alto nivel del gobierno, incluido el jefe de Estado ".
Stephen Rapp, embajador especial de Estados Unidos para cuestiones de crímenes de guerra, declaró en 2014 que los crímenes cometidos por Ásad son los peores desde los de la Alemania nazi. En marzo de 2015, Rapp afirmó además que el caso contra Assad es "mucho mejor" que los presentados contra Slobodan Milošević de Serbia o Charles Taylor de Liberia, ambos acusados por tribunales internacionales. Charles Lister, director del Programa de Lucha contra el Terrorismo y el Extremismo del Middle East Institute, describe a Bashar al-Ásad como "el mayor criminal de guerra del siglo XXI".
En una entrevista con la BBC en febrero de 2015, Ásad desestimó las acusaciones de que la Fuerza Aérea Árabe Siria utilizaba bombas de barril como "infantiles", afirmando que sus fuerzas nunca habían utilizado este tipo de bombas de "barril" y respondió con una broma sobre tampoco utilizar "ollas para cocinar". El editor de la BBC para Oriente Medio que realizó la entrevista, Jeremy Bowen, calificó más tarde la declaración de Ásad sobre las bombas de barril como "patentemente falsa". Tan pronto como surgieron las protestas de 2011-2012, Bashar al-Ásad optó por implementar la "opción Sansón", el enfoque característico del régimen neobaazista desde la era de Háfez al-Ásad; en el que las protestas fueron reprimidas violentamente y los manifestantes fueron tiroteados directamente por las fuerzas armadas. Sin embargo, a diferencia de Háfez, Bashar tenía aún menos lealtad y era políticamente frágil, lo que se agravaba por la alienación de la mayoría de la población. Como resultado, Bashar decidió reprimir a los disidentes de una manera mucho más amplia y dura que su padre, y una mera acusación de colaboración era razón suficiente para ser asesinado.
Las organizaciones de derechos humanos y los investigadores criminales han documentado los crímenes de guerra de Ásad y los han enviado a la Corte Penal Internacional para su acusación. Dado que Siria no es parte del Estatuto de Roma, la Corte Penal Internacional necesita la autorización del Consejo de Seguridad de las Naciones Unidas para enviar a Bashar al-Ásad ante el tribunal. Como esto es vetado sistemáticamente por Rusia, el principal aliado de Ásad, los procesamientos de la CPI no se han llevado a cabo. Por otra parte, los tribunales de varios países europeos han comenzado a procesar y condenar a altos miembros del partido Baaz, comandantes militares sirios y funcionarios de Mukhabarat acusados de crímenes de guerra. En septiembre de 2015, Francia inició una investigación sobre Ásad por crímenes contra la humanidad, y el ministro de Asuntos Exteriores francés, Laurent Fabius, declaró: "Frente a estos crímenes que ofenden la conciencia humana, frente a esta burocracia del horror, frente a esta negación de los valores de la humanidad, es nuestra responsabilidad actuar contra la impunidad de los asesinos".
En febrero de 2016, el jefe de la Comisión de Investigación de la ONU sobre Siria, Paulo Pinheiro, dijo a los periodistas: "La escala masiva de muertes de detenidos sugiere que el gobierno de Siria es responsable de actos que equivalen al exterminio como crimen contra la humanidad". La Comisión de la ONU informó haber encontrado "abusos inimaginables", incluyendo mujeres y niños de hasta siete años que murieron mientras estaban detenidos por las autoridades sirias. El informe también afirma: "Hay motivos razonables para creer que oficiales de alto rango – incluidos los jefes de sucursales y direcciones – “Los responsables de esos centros de detención, los responsables de la policía militar, así como sus superiores civiles, sabían del gran número de muertes que se producían en los centros de detención... pero no tomaron medidas para prevenir los abusos, investigar las denuncias o procesar a los responsables”.
En junio de 2018, el fiscal general de Alemania emitió una orden de arresto internacional contra uno de los oficiales militares de mayor rango de al-Ásad, Jamil Hassan. Hassan es el jefe de la poderosa Dirección de Inteligencia de la Fuerza Aérea de Siria. Los centros de detención administrados por la Inteligencia de la Fuerza Aérea están entre los más notorios de Siria, y se cree que miles de personas han muerto a causa de la tortura o la negligencia. Los cargos presentados contra Hassan afirman que él tenía responsabilidad de mando sobre las instalaciones y por lo tanto sabía del abuso. La medida contra Hassan marcó un hito importante en el intento de los fiscales de llevar a juicio a altos miembros del círculo íntimo de al-Ásad por crímenes de guerra.

#### Procedimientos judiciales en su contra
El 15 de noviembre de 2023, Francia emitió una orden de arresto contra el presidente sirio Bashar al-Ásad por el uso de armas químicas prohibidas contra civiles en Siria. En mayo de 2024, los fiscales antiterroristas franceses solicitaron al tribunal de apelaciones de París que considerara la revocación de la orden de arresto de al-Ásad, afirmando su inmunidad absoluta como jefe de Estado en funciones.
El 26 de junio de 2024, el tribunal de apelaciones de París determinó que la orden de arresto internacional emitida por Francia contra al-Ásad por presunta complicidad en crímenes de guerra durante la guerra civil siria sigue siendo válida. Esta decisión fue confirmada por los abogados involucrados en el caso.

### Ataques químicos contra la población civil

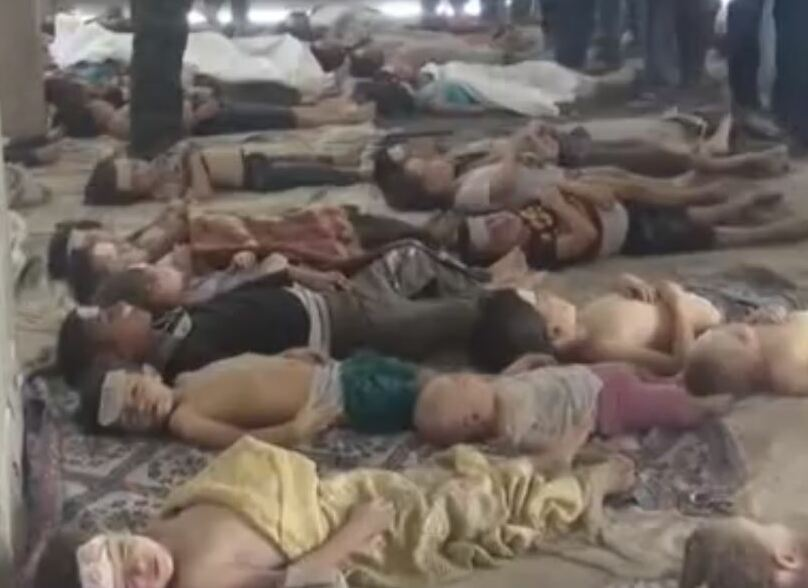
Civiles muertos por fuerzas militares pro-Ásad en el ataque químico de Guta, el ataque con armas químicas más mortífero del.

El ejército sirio ha empleado la guerra química como estrategia militar sistemática en la guerra civil siria, y se estima que ha cometido más de 300 ataques químicos contra poblaciones civiles a lo largo del conflicto. La investigación realizada por el instituto de investigación GPPi documentó al menos 336 ataques confirmados con armas químicas en Siria entre el 23 de diciembre de 2012 al 18 de enero de 2019. El estudio atribuyó el 98% del total de ataques químicos verificados al régimen de al-Ásad. Casi el 90% de los ataques se produjeron después del ataque químico de Guta en agosto de 2013.
Siria se unió a la Convención sobre Armas Químicas y se convirtió en estado miembro de la OPAQ en octubre de 2013, y actualmente hay tres misiones de la OPAQ con mandatos de las Naciones Unidas para investigar cuestiones relacionadas con armas químicas en Siria. Se trata del Equipo de Evaluación de Declaraciones (DAT), encargado de verificar las declaraciones sirias sobre el Programa de Armas Químicas; la Misión de Investigación de la OPAQ (FFM), encargada de identificar los ataques químicos y el tipo de armas utilizadas; y el Equipo de Investigación e Identificación (IIT), que investiga a los autores de los ataques químicos. Las conclusiones se presentan a los órganos de las Naciones Unidas.
Los ataques químico más letales han sido los de Guta en 2013, cuando las fuerzas del gobierno de al-Ásad lanzaron el agente nervioso sarín contra áreas civiles durante su asedio a Guta Oriental en las primeras horas del 21 de agosto de 2013. Miles de víctimas infectadas y moribundas inundaron los hospitales cercanos, mostrando síntomas como formación de espuma, convulsiones corporales y otros síntomas neurotóxicos. Se calcula que entre 1.100 y 1.500 civiles, incluidos mujeres y niños, murieron en los ataques. El ataque fue condenado internacionalmente y representó el uso más letal de armas químicas desde la guerra entre Irán e Irak en 1980. El 21 de agosto de 2022, el gobierno de los Estados Unidos conmemoró el noveno aniversario de los ataques químicos en Guta y declaró: "Estados Unidos recuerda y honra a las víctimas y sobrevivientes del ataque de Guta y los muchos otros ataques químicos que, según consideramos, ha lanzado el régimen de al-Ásad. Condenamos en los términos más enérgicos posibles cualquier uso de armas químicas en cualquier lugar, por cualquier persona y bajo cualquier circunstancia... Estados Unidos pide al régimen de al-Ásad que declare y destruya completamente su programa de armas químicas... y que el régimen permita al Equipo de Evaluación de la Declaración de la Organización para la Prohibición de las Armas Químicas".
En abril de 2017, un ataque con gas sarín en Jan Sheijun mató a más de 80 personas. En respuesta, el presidente estadounidense Donald Trump ordenó un ataque con misiles contra la base siria de Shayrat. Un informe conjunto de la ONU y de inspectores internacionales de armas químicas concluyó que el régimen de al-Ásad perpetró el ataque con gas sarín.

## Imagen pública

### Dentro de Siria
La resistencia secular al régimen de al-Ásad está representada principalmente por el Consejo Nacional Sirio y la Coalición Nacional de Fuerzas Revolucionarias y de Oposición Sirias, dos organismos políticos que constituyen una coalición de facciones conservadoras de centroizquierda y derecha de la oposición siria. Los comandantes militares y líderes civiles de las milicias del Ejército Libre Sirio están representados en estos consejos. La coalición representa el ala política del Gobierno interino sirio y busca la transición democrática de Siria a través del activismo de base, las protestas y la resistencia armada para derrocar la dictadura baazista. Una facción menos influyente dentro de la oposición siria es el Comité de Coordinación Nacional para el Cambio Democrático (NCC), una coalición de partidos socialistas de izquierda que buscan poner fin al gobierno de la familia al-Ásad pero sin participación extranjera.
La Agrupación Democrática Nacional (NDR) era una antigua coalición opositora de izquierdas formada en 1980, pero prohibida por el gobierno baazista. La NDR estuvo activa durante las protestas nacionales de la década de 1980 y la Primavera de Damasco de la década de 2000. Durante los primeros años de la guerra civil, los drusos en Siria intentaron principalmente permanecer neutrales, «tratando de mantenerse al margen del conflicto». El político druso-israelí Majalli Wahabi afirmó en 2016 que más de la mitad apoya al gobierno de al-Ásad a pesar de su relativa debilidad en las zonas drusas. El movimiento «Jeques de la Dignidad», que había tratado de permanecer neutral y defender las áreas drusas, culpó al gobierno después de que su líder, el jeque Wahid al-Balous, fuera asesinado y organizó protestas a gran escala que dejaron seis miembros de seguridad del gobierno muertos. Con el tiempo, la comunidad drusa se ha opuesto fervientemente al gobierno de al-Ásad y ha expresado abiertamente su oposición a la creciente interferencia iraní en Siria. En agosto de 2023, estallaron protestas masivas contra el régimen de al-Ásad en la ciudad de Suwayda, de mayoría drusa, que finalmente se extendieron a otras regiones del sur de Siria. El clérigo druso Hikmat al-Hajiri, líder religioso de la comunidad drusa siria, ha declarado la guerra contra la «invasión iraní del país». El erudito sufí sirio Muhammad al-Yaqoubi, un ferviente oponente tanto del régimen baasista como del grupo Estado Islámico, ha descrito el gobierno de al-Ásad como un «reinado de terror» que causó estragos y enorme miseria en la población siria.
La base de apoyo central del régimen son los leales al Partido Baaz que dominan la política siria, os sindicatos, las organizaciones juveniles, los sindicatos de estudiantes, la burocracia y las fuerzas armadas. Las instituciones del partido Baaz y sus actividades políticas constituyen los «pilares vitales de la supervivencia del régimen». Las redes familiares de políticos del Frente Progresista Nacional (FNP), liderado por el partido Baath, y de empresarios leales a la familia al-Ásad forman otro polo de apoyo. La lista electoral está supervisada por la dirección del partido Baaz, que expulsa a los candidatos que no se consideran «suficientemente leales». Aunque se ha informado en varias etapas de la guerra civil siria que las minorías religiosas como los alauitas y los cristianos en Siria favorecen al gobierno de al-Ásad debido a su secularismo, existe oposición entre los cristianos asirios que han afirmado que el gobierno de al-Ásad busca usarlos como «títeres» y negar su etnicidad distintiva, que no es árabe. Aunque la comunidad alauita de Siria constituye la base de apoyo principal de Bashar al-Ásad y domina el aparato militar y de seguridad, en abril de 2016, BBC News informó que los líderes alauitas publicaron un documento que buscaba distanciarse de al-Ásad.
El Comité Supremo Kurdo era una coalición de 13 partidos políticos kurdos opuestos al régimen de al-Ásad. Antes de su disolución en 2015, el comité estaba formado por el KNC y el PYD. Los circasianos en Siria también se han convertido en fuertes oponentes del régimen a medida que las represiones y masacres del Baazismo se intensificaron brutalmente en todo el país; y los miembros de la minoría étnica circasiana han intentado escapar de Siria por temor a ser perseguidos. En 2014, el Consejo Militar Cristiano Sirio, la mayor organización cristiana en Siria, se alió con el Ejército Libre Sirio opuesto a al-Ásad, uniéndose a otras milicias cristianas sirias como Sutoro que se habían unido a la oposición siria contra el gobierno de al-Ásad. Abu Muhammad al-Joulani, comandante de la milicia rebelde Hayat Tahrir al-Sham, condenó al régimen de al-Ásad por convertir a Siria «en un terremoto continuo durante los últimos 12 años», en el contexto de los terremotos de Turquía y Siria de 2023.

### Oposición internacional

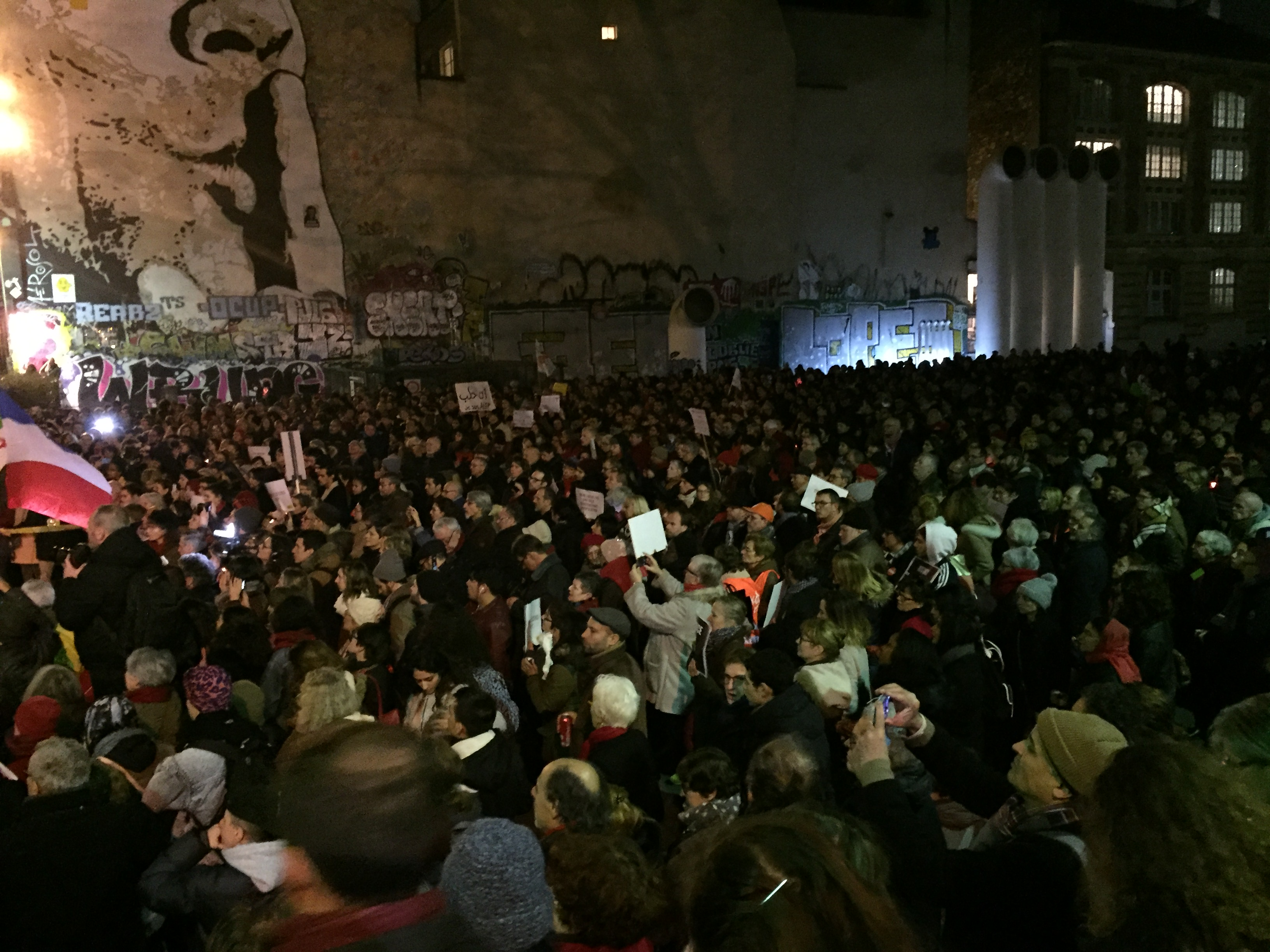
Manifestaciones en contra de al-Ásad en París, 14 de diciembre de 2016.

Los periodistas extranjeros y observadores políticos que viajaron a Siria lo han descrito como el «estado policial más despiadado» del mundo árabe. La violenta represión de al-Ásad en la Primavera de Damasco a principios de la década de los 2000 y la publicación de un informe de la ONU que lo implicaba en el asesinato del primer ministro libanés Rafiq Hariri, exacerbaron el aislamiento de Siria posterior a la Guerra Fría. Tras la indignación mundial por la mortífera represión del régimen de al-Ásad contra los manifestantes de la Primavera Árabe que condujo a la guerra civil siria, la política de tierra arrasada contra la población civil que resultó en más de medio millón de muertes, asesinatos en masa y el despliegue sistemático de guerra química durante todo el conflicto, Bashar al-Ásad se convirtió en un paria internacional y numerosos líderes mundiales lo han instado a dimitir.
Desde 2011, Bashar al-Ásad ha perdido el reconocimiento de varias organizaciones internacionales como la Liga Árabe (en 2011), la Unión para el Mediterráneo (en 2011) y la Organización de Cooperación Islámica (en 2012). Estados Unidos, la Unión Europea, Turquía, la Liga Árabe y varios países comenzaron a aplicar amplios conjuntos de sanciones contra el régimen sirio a partir de 2011, con el objetivo de obligar a al-Ásad a dimitir y ayudar a encontrar una solución política a la crisis. Los organismos internacionales han criticado las elecciones unilaterales organizadas por el gobierno de al-Ásad durante el conflicto. En la conferencia de Londres de 2014 de los países del grupo Amigos de Siria, el ministro de Asuntos Exteriores británico, William Hague, calificó las elecciones sirias como una «parodia de la democracia» y denunció el «absoluto desprecio del régimen por la vida humana» por perpetrar crímenes de guerra y terrorismo de Estado contra la población siria. La política de al-Ásad de celebrar elecciones en circunstancias de una guerra civil en curso también fue criticada por el Secretario general de la ONU Ban Ki-moon.
Georgia suspendió todas sus relaciones con Siria tras el reconocimiento de Abjasia y Osetia del Sur por parte de Bashar al-Ásad en 2018, condenando a su gobierno como un «régimen manipulado por Rusia» que apoyaba la ocupación rusa y la «limpieza étnica». Tras el firme respaldo de al-Ásad a la invasión rusa de Ucrania y el reconocimiento de las repúblicas separatistas de Donetsk y Lugansk, Ucrania cortó todas las relaciones diplomáticas con Siria en junio de 2022. Al describir las políticas de al-Ásad como «inútiles», el presidente ucraniano Volodímir Zelenski se comprometió a ampliar aún más las sanciones contra Siria. En marzo de 2023, el Consejo de Seguridad Nacional y Defensa de Ucrania puso en vigor una serie de sanciones dirigidas a 141 empresas y 300 personas vinculadas al régimen de al-Ásad, fabricantes de armas rusos y fabricantes de drones iraníes. Esto ocurrió días después de la visita de al-Ásad a Moscú, en la que justificó la invasión rusa de Ucrania como una lucha contra los «viejos y nuevos nazis». Entre las personas sancionadas se encuentran Bashar al-Ásad, el primer ministro Hussein Arnous y el ministro de Asuntos Exteriores Faisal Mekdad. Las sanciones también incluyeron la congelación de todas las propiedades estatales sirias en Ucrania, la restricción de las transacciones monetarias, la terminación de los compromisos económicos y la rescisión de todos los premios oficiales ucranianos. Siria rompió formalmente sus relaciones diplomáticas con Ucrania el 20 de julio, invocando el principio de reciprocidad.

#### Grupos de la izquierda política

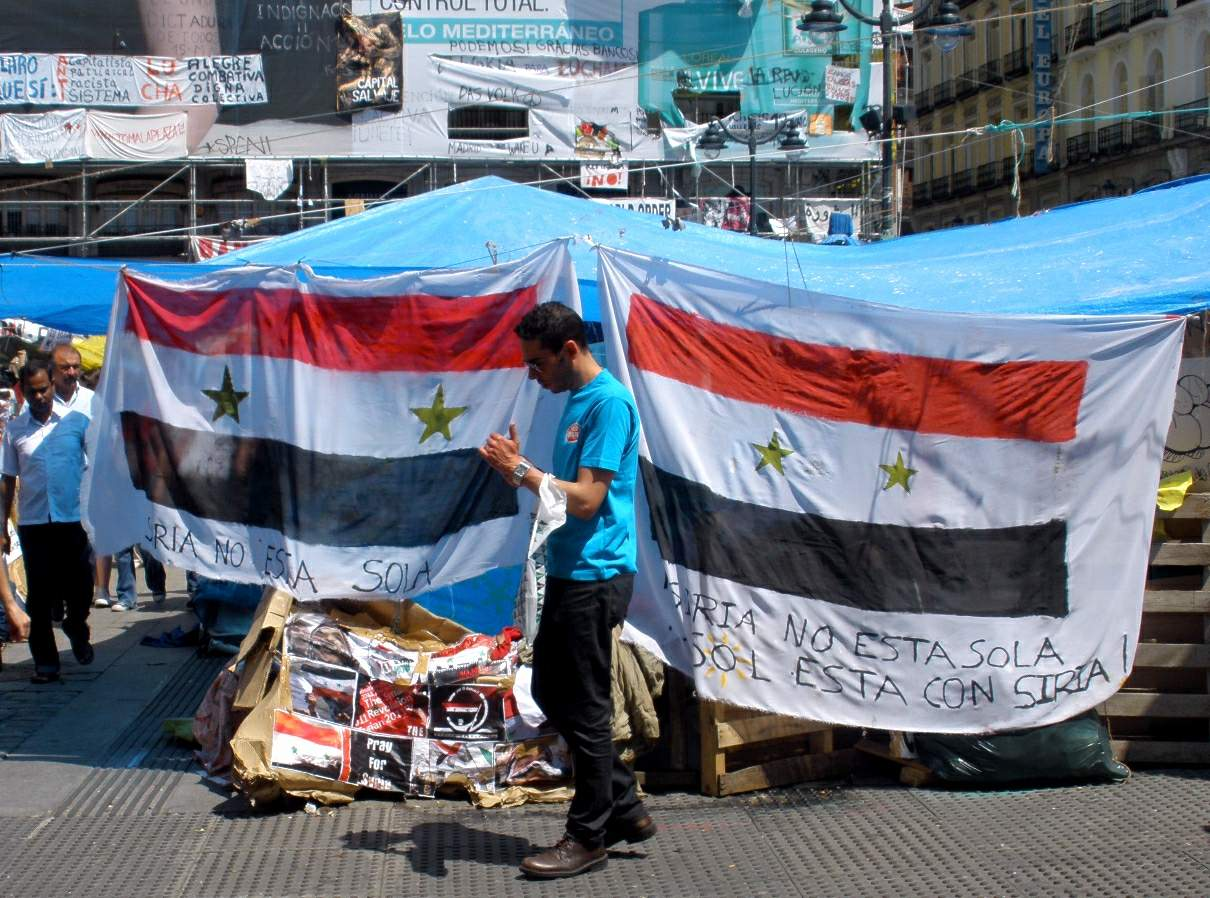
Vallas publicitarias del Movimiento 15-M con denuncias de la represión de Bashar al-Ásad contra la revolución siria en la Puerta del Sol de Madrid (29 de mayo de 2011).

Ha sido ampliamente criticado por activistas de izquierda e intelectuales de todo el mundo por apropiarse de las ideologías izquierdistas y sus lemas socialistas y progresistas como cobertura para el gobierno de su propia familia y para empoderar a una camarilla leal de élites a expensas de los sirios comunes. Su estrecha alianza con el Irán jomeinista gobernado por el clero y sus redes militantes sectarias, mientras que simultáneamente sigue una política de encarcelamiento de los críticos izquierdistas de la familia al-Ásad, ha sido objeto de duras críticas.
La rama egipcia del movimiento Baaz iraquí ha declarado su firme apoyo a la revolución siria, denunciando a la Siria baazista como una dictadura represiva controlada por la «banda de al-Ásad». Ha atacado las credenciales baazistas de la familia al-Ásad, acusando al partido Baaz sirio de actuar como guardia fronterizo de Israel desde que derrocó al Comando Nacional Baazista durante el golpe de Estado de 1966. Los baasistas egipcios han descrito a Bashar al-Ásad como una persona vergonzosa por invitar a potencias hostiles como Irán a Siria y han instado a los revolucionarios sirios a unirse en sus esfuerzos para derrocar al régimen de al-Ásad y resistir al imperialismo extranjero.
El Partido Socialista Progresista (PSP) del Líbano ha adoptado una postura en contra de al-Ásad y ha organizado protestas masivas en apoyo de la revolución siria. En agosto de 2012, el PSP denunció públicamente al gobierno de al-Ásad como una «máquina de matar» dedicada a masacrar al pueblo sirio. El líder del PSP, Ayman Kamaleddine, exigió la expulsión del embajador sirio del Líbano, calificándolo de «representante del régimen asesino del Líbano».

### Respaldo internacional

#### Grupos de extrema derecha
El régimen de al-Ásad ha recibido el apoyo de prominentes figuras nacionalistas blancas, neonazis y de extrema derecha en Europa, que se sintieron atraídas por su discurso de «guerra contra el terrorismo» contra los islamistas durante el período de la crisis de refugiados en Europa. Los bombardeos de al-Ásad a las ciudades sirias son admirados en el discurso islamófobo de los círculos de extrema derecha, que consideran a los musulmanes como un enemigo de la civilización. Los supremacistas blancos estadounidenses a menudo elogian a al-Ásad como un baluarte autoritario contra lo que consideran las fuerzas del «extremismo islámico» y el globalismo; y varios lemas a favor de al-Ásad fueron coreados en la manifestación neonazi Unite the Right celebrada en Charlottesville en 2017.
Nick Griffin, exlíder del Partido Nacional Británico (BNP), fue anteriormente embajador oficial e invitado del gobierno sirio; debido a la controversia pública, el gobierno de al-Ásad se desvinculó públicamente de él después de su viaje a Siria en 2014. Tras las elecciones presidenciales de 2014, el presidente bielorruso Aleksandr Lukashenko envió un cable de felicitación a Bashar, expresando su «confianza» en su «liderazgo», y describió la campaña militar del gobierno baazista como parte de «la lucha contra el terrorismo y la interferencia extranjera».

#### Grupos de izquierda
Algunos jefes de Estado y de gobierno han declarado su apoyo a al-Ásad, incluido el líder norcoreano Kim Jong-un. Tras declarar la victoria en las elecciones de 2014, al-Ásad recibió las felicitaciones del presidente de Venezuela, Nicolás Maduro, el presidente de Argelia, Abdelaziz Bouteflika, el presidente de Guyana, Donald Ramotar, el presidente de Sudáfrica, Jacob Zuma, el presidente de Nicaragua, Daniel Ortega, y Mahmud Abás, líder de Fatah y presidente del Estado de Palestina. El grupo militante marxista-leninista palestino Frente Popular para la Liberación de Palestina (FPLP) apoyó a Bashar al-Ásad durante la guerra civil siria. Como resultado de esta postura, el gobierno iraní aumentó su financiación militar y financiera al FPLP.

### Relaciones públicas internacionales

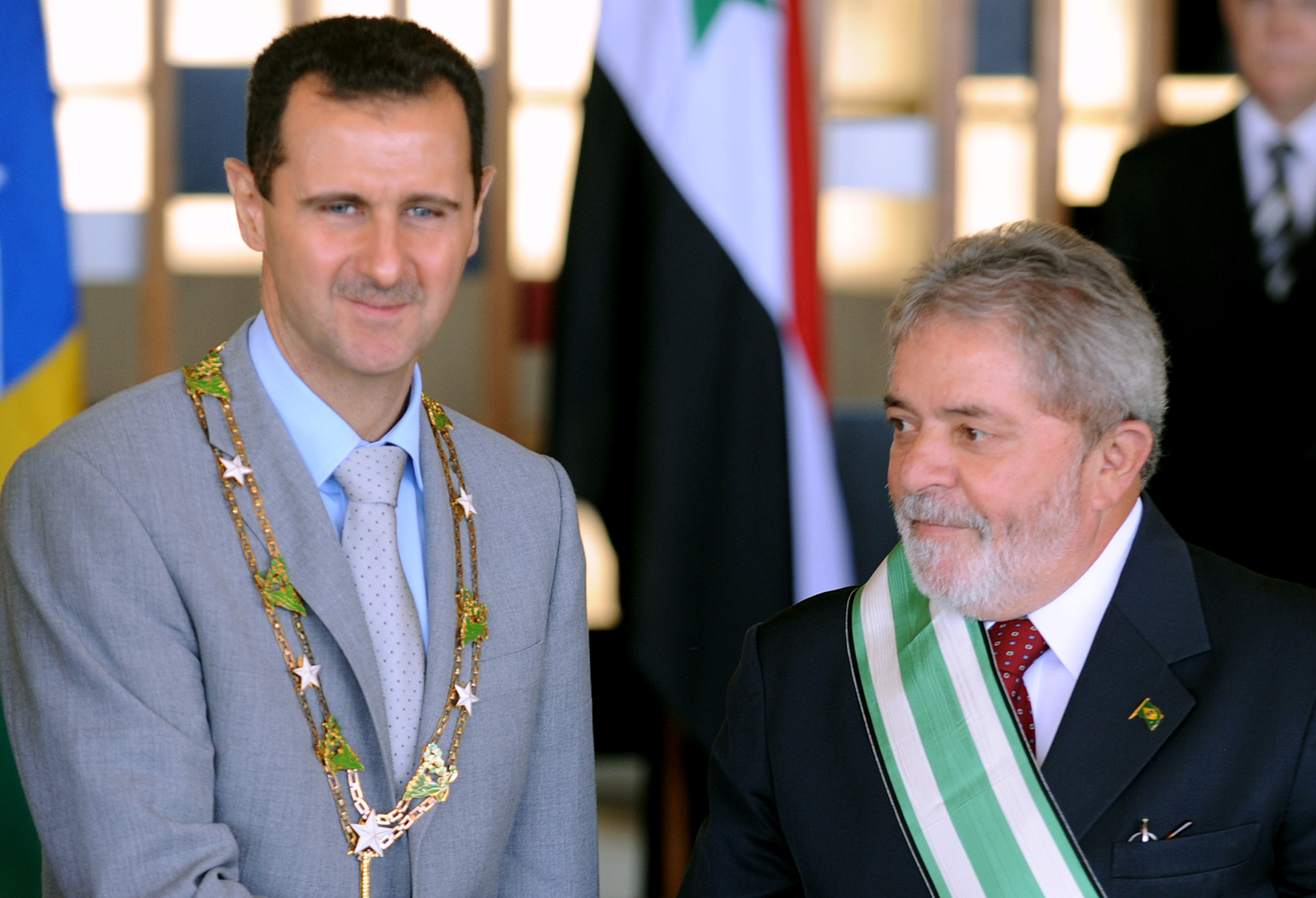
Bashar al-Ásad junto al presidente de Brasil Lula da Silva en 2010.

Para promover su imagen y su representación en los medios de comunicación en el extranjero, Bashar al-Ásad y su esposa Asma al-Ásad contrataron empresas de relaciones públicas y consultores con sede en Estados Unidos y el Reino Unido. En particular, estas sesiones fotográficas aseguradas para Asma al-Ásad con revistas de moda y celebridades, incluida «Una rosa en el desierto» en Vogue. Entre estas empresas se encontraban Bell Pottinger y Brown Lloyd James, a esta última se le pagaban 5.000 dólares al mes por sus servicios.
Al comienzo de la guerra civil siria en 2011, las redes sociales del gobierno sirio fueron hackeadas por el grupo Anonymous, revelando que un ex periodista de Al Jazeera había sido contratado para asesorar a al-Ásad sobre cómo manipular la opinión pública de Estados Unidos. Entre los consejos estaba la sugerencia de comparar el levantamiento popular contra el régimen con las protestas de Occupy Wall Street. En una filtración de correo electrónico separada varios meses después por parte del Consejo Supremo de la Revolución Siria, que fue publicada por The Guardian, se reveló que los consultores de al-Ásad se habían coordinado con un asesor de medios del gobierno iraní. En marzo de 2015, una versión ampliada de las filtraciones antes mencionadas fue entregada al sitio web libanés NOW News y publicada al mes siguiente.
Después de que comenzó la guerra civil siria, los al-Ásad iniciaron una campaña en las redes sociales que incluyó la creación de una presencia en Facebook, YouTube y, sobre todo, Instagram. Se informó que se activó una cuenta de Twitter para al-Ásad; sin embargo, permaneció sin verificar. Esto generó muchas críticas y fue descrito por The Atlantic Wire como «una campaña de propaganda que en última instancia ha hecho que la familia [al-Ásad] luzca peor». El gobierno de al-Ásad también habría arrestado a activistas por crear grupos en Facebook que el gobierno desaprobaba y ha apelado directamente a Twitter para que elimine las cuentas que no le gustaban. La campaña en las redes sociales, así como los correos electrónicos filtrados previamente, dieron lugar a comparaciones con Un informe sobre la banalidad del mal de Hannah Arendt por parte de The Guardian, The New York Times y el Financial Times.

## Vida privada

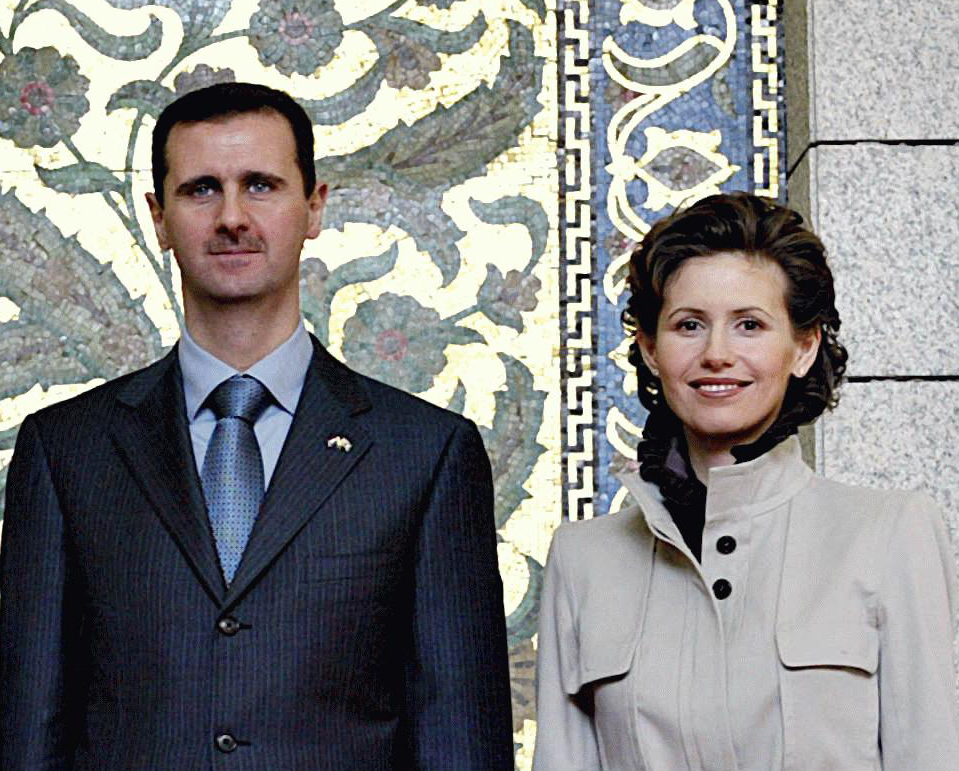
Bashar junto a su esposa, Asma al-Ásad.

Cursó estudios de secundaria en la escuela franco-árabe de al-Hurriyah en Damasco. Posteriormente cursó la carrera de medicina en la especialidad de oftalmología para, tras realizar prácticas como oficial médico en un hospital militar, completó sus estudios de medicina en Londres, en el Western Eye Hospital, donde se especializó en el tratamiento del glaucoma. Habla inglés fluido y tiene dotes de conversación básicas en francés.
En diciembre del año 2000 al-Ásad se casó con Asma al-Ásad, Akhras de soltera, una ciudadana británica de origen sirio, oriunda de Acton (Londres). El 3 de diciembre de 2001 se convirtieron en padres de su primer hijo, Hafez, llamado en honor de su abuelo Hafez al-Ásad. Zein nació el 5 de noviembre de 2003, y Karim el 16 de diciembre de 2004. al-Ásad reside en el Palacio Presidencial en Damasco, donde también vivió su padre mientras fue presidente.
La hermana de Ásad, Bushra al-Ásad, y su madre, Anisa Makhlouf, abandonaron Siria en 2012 y 2013, respectivamente, para vivir en los Emiratos Árabes Unidos. Makhlouf murió en Damasco en febrero de 2016.

## Distinciones y condecoraciones
- Gran cruz de la Orden Nacional de la Legión de Honor ( Francia, 2001).[282]
- Orden del Príncipe Yaroslav el Sabio ( Ucrania, 2002). Revocada en marzo de 2023 como parte de las sanciones del gobierno ucraniano al régimen de al-Ásad.[283]
- Orden de la Rosa Blanca de Finlandia ( Finlandia, 2009).[284]
- Orden del Rey Abdulaziz ( Arabia Saudita, 2009).[285]
- Caballero de Gran Cruz de la Orden al Mérito de la República Italiana ( Italia, 2010). Revocado en septiembre de 2012 por "indignidad".
- Gran collar de la Orden del Libertador ( Venezuela, 2010).[286]
- Gran collar de la Orden de la Cruz del Sur ( Brasil, 2010).[287]
- Gran Cordón de la Orden Nacional del Cedro ( Líbano, 2010).[288]
- Orden de la República Islámica de Irán ( Irán, 2010).[289]
- Orden de Uatsamonga ( Osetia del Sur, 2018).[290]